# Magic Hoffmann
Magic Hoffmann ist ein 1996 im Diogenes Verlag erschienener Roman des deutschen Schriftstellers Jakob Arjouni, der verschiedene gesellschafts- und sozialkritische Aspekte der Bundesrepublik Deutschland in der Zeit nach der Wende thematisiert.

## Inhalt
Magic Hoffmann ist ein Entwicklungsroman im Stil eines Road Movie. Mittels der Hauptfigur Fred, die versucht sich von äußeren Einflüssen nicht unterzukriegen zu lassen, zeichnet Jakob Arjouni ein Bild der wiedervereinten Republik. Haupthandlungsort ist Berlin nach der Wende.

### Protagonisten
Fred „Magic“ Hoffmann
Die Hauptfigur ist ein störrischer und eigensinniger, aber treuer junger Mann, dessen geistige Entwicklung im Post-Pubertären Stadium stehengeblieben zu sein scheint. Bei allen Dingen, die ihn nicht unmittelbar betreffen, zeigt er sich desinteressiert, ihm fehlen Eigenschaften wie Anpassungsfähigkeit, Respekt und Taktgefühl, weshalb er oft deplatziert wirkt und als Störfaktor empfunden wird. Durch seine Naivität kommt er mit der Großstadt Berlin als solche nicht klar, er ist ein einfältiger Provinzler aus Hessen. Weil er keinerlei Einfühlungsvermögen besitzt und störrisch an seinen Plänen festhält ohne auf veränderte Tatsachen zu achten, stolpert er im Roman von einer Katastrophe in die nächste, allerdings schafft er es jedes Mal wieder auf die Beine zu kommen (Steh-auf-Männchen).
Annette Schöller
Die ehemals beste Freundin von Fred ist eine träumerische junge Frau. Nach der Trennung von Nickel sucht sie Freiheit und Unabhängigkeit, weshalb sie schließlich bei der Film und Fernsehproduktion Megastars landet, in der zwar alle einen alternativen, liberalen Lebensstil praktizieren, in der sie aber auch als Handlangerin benutzt wird. Sie hat mit ihrem alten Leben abgeschlossen und fühlt sich auch nicht verpflichtet, ihre alten Versprechen einzuhalten.
Nikolas „Nickel“ Zimmer
Freds früherer bester Freund ist ein alternativer Germanistik-Student und Familienvater, der trotz Eigenschaften wie Pflichtgefühl und Treue sein Versprechen gegenüber Fred nicht einhält.
Er lässt sich leicht von anderen beeinflussen und er lebt gerne auf der sicheren Seite.
Monika „Moni“ Sergejew
Moni ist die Einzige, die Fred in einer gewissen Weise verstehen kann. Durch ihre Spielsucht ist sie gezwungen im schäbigen Hotel Glück unterzukommen, wo sie nachts, nach ihren Ballettstunden, Patchwork-Jacken näht, die sie an russische Geschäftsleute verkauft. Moni tut alles um ihren großen Traum, eine Primaballerina zu werden, zu verwirklichen, eine Tatsache, die sie mit Fred verbindet.
Sie ist abgeklärt und weit entfernt von jeglicher Naivität, was ihr hilft, sich in der Großstadt Berlin zurechtzufinden.

### Handlung
Nachdem Fred Hoffmann nach vierjähriger Haftstrafe, die er aufgrund eines Banküberfalls verbüßen muss, aus der Justizvollzugsanstalt entlassen wird, wartet er  auf seine beiden Mittäter, die er gedeckt hat, seine Freunde Anette und Nickel, die inzwischen von der hessischen Kleinstadt Dieburg nach Berlin gezogen sind.
Als er von beiden versetzt wird, fährt er zu ihnen nach Berlin. Sein Wiedersehen mit Annette läuft von Anfang an schief. Er ist ihr vor ihren neuen Freunden peinlich und sie hält auch nicht mehr am gemeinsamen Traum, mit dem Geld aus dem Banküberfall eine neue Existenz in Kanada aufzubauen, fest. Enttäuscht betrinkt er sich im Cafe Budapest, wo er Opfer eines Betruges wird und sich mittels Gewalt aus seiner Lage befreien muss, so dass er von nun an polizeilich gesucht wird.
So macht Fred sich auf die Suche nach Nickel. Während er darauf wartet ihn bei einer Vorlesung an der Freien Universität Berlin abzupassen, lernt er in dem Hotel, in dem er wohnt, Moni kennen, die ihn sofort fasziniert. Er begleitet sie, als sie ihre Patchworkjacken ausfährt und schließlich verliebt er sich in sie.
Auch sein Wiedersehen mit Nickel läuft alles andere als positiv ab. Nickel ist inzwischen Vater, und obwohl er sich Fred gegenüber verpflichtet fühlt, hat auch er Kanada schon abgeschrieben.
Als ihm bewusst wird, dass sein Traum beginnt, sich in Luft aufzulösen, verlangt Fred seinen Anteil der Beute aus dem Banküberfall und erpresst Nickel, indem er droht ihn anzuzeigen.
Moni ist als einzige begeistert davon, mit Fred nach Kanada zu fahren. So beschließen sie, dass Moni nach dem Abschluss auf der Ballettschule Fred nachreisen wird, der auf einem Schiff nach Kanada kommen will. Sobald Fred sich einen neuen Pass beschafft hat, will er mit dem Zug gen Meer abreisen.
Als er sich am Bahnhof von Moni verabschiedet, geraten beide in eine Schlägerei zwischen Anhängern der Antifa und Neonazis, bei der Moni getötet wird. Fred wird von der Polizei verhört, die seinen gestohlenen Pass erkennt und ihn schließlich als den Schläger aus dem Cafe Budapest identifiziert.
Der Roman endet damit, dass dreieinhalb Jahre später, an Weihnachten – vermutlich war Fred davor wieder im Gefängnis – der Roman überspringt diese Zeit, Anette und Nickel zufälligerweise im Dieburger Edeka-Markt zusammentreffen.
Als sie nach Cola fragen, bringt Fred Hoffmann einen Kasten und schaut betroffen zu Boden. Anette und Nickel gehen ohne ein Wort mit Fred zu wechseln und auf die Frage seines Chefs: „Irgendetwas falsch, Hoffmann?“, antwortet Fred charakteristisch mit dem Satz: I told you a hundred times: Call me Hopeman!

## Kritik
„Und alle Leser lieben Hoffmann: Jakob Arjouni schreibt einen Roman über die vereinte Hauptstadt, einen Roman über die Treue zu sich selbst, über gebrochene Versprechen, gewandelte Werte, verlorene Freundschaften und die Übermacht der Zeit. Ein literarischer Genuss: spannend, tragikomisch und voller Tempo.“ Harald Jähner, Frankfurter Allgemeine Zeitung
„Nach drei Großstadt-Thrillern um den Frankfurter Privatdetektiv Kayankaya hat Jakob Arjouni seinen ersten Berlin Roman geschrieben: witzig und packend, wie alles von ihm.“ Daniel Brunner, Annabelle, Zürich

## Textausgaben
- Jakob Arjouni: Magic Hoffmann.
  - Diogenes, Zürich 1996, ISBN 3-257-06092-0 (Erstausgabe).
  - Diogenes, Zürich 1997, ISBN 3-257-22951-8 (Taschenbuch).